# Leif Hjärre
Leif Herbert Hjärre, tidigare Andersson, född 3 januari 1940, är en svensk företagare och författare.
Leif Hjärre är son till Herbert Andersson, som ägde och ledde AB Herbert Andersson i Gärsnäs, senare Gärsnäs AB. Han utbildade sig till civilekonom vid Handelshögskolan i Göteborg och började arbeta på Utrikesdepartementet. Vid faderns död 1964 övertog han posten som VD för företaget och ledde det tillsammans med den yngre brodern Bo Hjärre (1942-2006).
Han köpte ut brodern under 1990-talet och sålde företaget år 2000 till Lammhults Möbler i Expanda-gruppen. I samband med att han inledde ett egyptiskt affärssamarbete i slutet av 1970-talet grundlades ett intresse för egyptologi. Sedan år 2000 har han skrivit tre böcker i ämnet samt organiserat och varit guide på resor till Egypten. Sommaren 2003 var han sommarpratare i radioprogrammet Sommar i P1.